# Pedro Rebolledo
Pedro Rebolledo (Santiago del Cile, 17 dicembre 1960) è un ex tennista cileno.

## Carriera
Ottenne il suo best ranking in singolare il 1º febbraio 1982 con la 36ª posizione mentre nel doppio divenne il 2 gennaio 1984, il 162º del ranking ATP.
In carriera, in singolare, vinse tre tornei del circuito ATP, il primo dei quali in casa al Viña del Mar Open nel 1982; in quell'occasione superò in tre set il messicano Raúl Ramírez. Raggiunse in altri due casi la finale nel 1981 ai Campionati Internazionali di Sicilia di Palermo e nel 1984 all'Hypo Group Tennis International di Bari, uscendone però sconfitto.
In doppio, vinse un solo torneo ATP nel 1982 a Quito in coppia con il connazionale Jaime Fillol contro gli statunitensi Egan Adams e Rocky Rojer in due rapidi set.
Ha fatto parte della squadra cilena di Coppa Davis dal 1981 al 1992 con un bilancio finale di venti vittorie e dodici sconfitte.

## Statistiche

### Singolare

#### Vittorie (3)
| Legenda                                                      |
| Grande Slam (0)                                              |
| ATP Tour World Championships / Tennis Masters Cup (0)        |
| ATP Super 9 / Tennis Masters Series (0)                      |
| ATP Championships Series / ATP International Series Gold (0) |
| ATP World Series / ATP International Series (3)              |

| Numero | Data             | Torneo                           | Superficie  | Avversario in finale  | Punteggio     |
| 1.     | 25 gennaio 1982  | Viña del Mar Open, Viña del Mar  | Terra rossa | Raúl Ramírez          | 6-4, 3-6, 7-6 |
| 2.     | 21 novembre 1983 | Bahia Open, Salvador             | Cemento     | Julio Goes            | 6-3, 6-3      |
| 3.     | 8 agosto 1987    | ATP Saint-Vincent, Saint-Vincent | Terra rossa | Francesco Cancellotti | 7-6, 4-6, 6-3 |

| Legenda tornei minori |
| Challenger (6)        |
| Futures (0)           |

| Numero | Data           | Torneo                         | Superficie  | Avversario in finale | Punteggio     |
| 1.     | 17 marzo 1986  | Brasilia Challenger, Brasilia  | Terra rossa | Ronnie Båthman       | 6-2, 6-2      |
| 2.     | 29 giugno 1987 | Tarbes Challenger, Tarbes      | Terra rossa | Ronald Agénor        | 6-3, 6-4      |
| 3.     | 7 agosto 1989  | Aberto de São Paulo, San Paolo | Terra rossa | Luiz Mattar          | 6-3, 6-2      |
| 4.     | 16 luglio 1990 | Gramado Challenger, Gramado    | Terra rossa | Christian Weis       | 6-2, 6-3      |
| 5.     | 30 luglio 1990 | Lins Challenger, Lins          | Terra rossa | João Zwetsch         | 7-6, 4-6, 6-1 |
| 6.     | 8 ottobre 1990 | Curitiba Challenger, Curitiba  | Terra rossa | Javier Frana         | 6-1, 7-5      |

#### Sconfitte in finale (2)
| Numero | Data              | Torneo                                        | Superficie  | Avversario in finale | Punteggio     |
| 1.     | 14 settembre 1981 | Campionati Internazionali di Sicilia, Palermo | Terra rossa | Manuel Orantes       | 4-6, 0-6, 0-6 |
| 2.     | 2 aprile 1984     | Hypo Group Tennis International, Bari         | Terra rossa | Henrik Sundström     | 6-7, 4-6      |

### Doppio

#### Vittorie (1)
| Legenda                                                      |
| Grande Slam (0)                                              |
| ATP Tour World Championships / Tennis Masters Cup (0)        |
| ATP Super 9 / Tennis Masters Series (0)                      |
| ATP Championships Series / ATP International Series Gold (0) |
| ATP World Series / ATP International Series (1)              |

| Numero | Data             | Torneo            | Superficie  | Compagno     | Avversari in finale    | Punteggio |
| 1.     | 1º novembre 1982 | Quito Open, Quito | Terra rossa | Jaime Fillol | Egan Adams Rocky Royer | 6-2, 6-3  |

| Legenda tornei minori |
| Challenger (1)        |
| Futures (0)           |

| Numero | Data           | Torneo                    | Superficie  | Compagno       | Avversari in finale            | Punteggio     |
| 1.     | 17 luglio 1989 | Santos Challenger, Santos | Terra rossa | Cristian Araya | David Macpherson Gerardo Mirad | 6-4, 4-6, 6-4 |